# Leonardo Uehara
Leonardo Uehara (Lima, 8 de junho de 1974) é um ex-futebolista peruano que atuava como meia.

## Carreira
Leonardo Uehara integrou a Seleção Peruana de Futebol na Copa América de 1997.